# Khurma
Al-Khurma és un oasi de l'oest de l'Aràbia Saudita al curs del wadi Taraba o Turaba que desaigua al Wadi l-Dawasir. Està habitat pels subay. La part principal de l'oasi porta el nom de Kasr Khalid i altres llocs habitats són al-Suk i al-Sulaymiyya.

## Història
L'oasi és esmentat per primer cop el 1708 quan el xerif Ghalib ibn Musaaad i va aixecar el seu camp amb beduïns, marroquins, egipcis, en la campanya per impedir l'extensió del wahhabisme. Sorpresos per una força wahhabita manada per Hadi ibn Karmala (de la tribu kahtan) i Rubayyi ibn Zayd (dels Dawasir) van haver de fugir deixant centenars de morts. Ghalib va haver d'aixecar als wahhabites del Nedjd la prohibició que tenien de fer el pelegrinatge.
L'oasi fou notícia per un moment el 1917-1919 quan fou escenari de l'inici del conflicte entre els haiximites de l'Hedjaz i els saudites del Nedjd. Estava situat segons els britànics a l'Hedjaz prop de la frontera amb Nedjd (que la considerava seva), i habitat en majoria per la tribu subay dels Utayba, una bona part de la qual estava sota sobirania saudita. El governador haiximita d'al-Khurma era el xerif Khalid ibn Mansur ibn Luayy del clan haiximita dels Dhawu Abd Allah, que havia estat guanyat a les doctrines dels ikhwan wahhabites i estava en virtual rebel·lió des del 1917, havia rebutjat fins a tres expedicions de l'emir i xerif de la Meca.
Després de la conquesta de Medina pels haiximites el 1918, el xerif de la Meca, Al-Husayn II ibn Ali va enviar la quarta expedició, millor equipada, sota el comandament del seu fill Abd Allah ibn Husayn, futur rei de Transjordània (maig de 1919). Els notables d'al-Khurma van cridar en suport al rei saudita que hi va enviar als ikhwan sota Sultan ibn Bidjad ibn Humayd dels Utayba i, per tant, personatge especialment benvingut a l'oasi (1919). Ibn Humayd i al-Luayy van atacar junt i per sorpresa el campament d'Abd Allah a l'oasi de Taraba i el van derrotar completament; els ikhwan van ocupar els dos oasis i podien haver avançat cap a la Meca sense obstacles militars, però Ibn Saud va donar orde d'aturar-se per raons diplomàtiques.